# Cotati (Kalifornia)
Cotati város az Amerikai Egyesült Államok Kalifornia államában, Sonoma megyében. Lakosainak száma 7584 fő (2020. április 1.).

## Népesség
A település népességének változása:
| Lakosok száma | 7265 | 7288 | 7584 |
|               | 2010 | 2014 | 2020 |